# Marian Kočner
Marian Kočner, podle části zdrojů Marián Kočner (* 17. května 1963, Ružomberok), je slovenský podnikatel působící převážně v oblasti rizikových investic, finančního rozvoje a nemovitostí. Jeho jméno se objevilo v dokumentech, medializovaných jako „mafiánské seznamy“, které měly uniknout z prostředí slovenské policie v roce 2005 a obsahovat seznamy osob podezřelých z účasti na organizovaném zločinu. Momentálně (2025) si ve vězení odpykává devatenáctiletý trest za falšování směnek.
V roce 1986 absolvoval studium žurnalistiky na Filozofické fakultě Univerzity Komenského v Bratislavě. Je ženatý a má dvě dcery, Karolínu a Andreu.

## Vražda Jána Kuciaka a Martiny Kušnírové
Kočnerovy obchodní praktiky byly hlavním tématem článků Jána Kuciaka, investigativního novináře z portálu Aktuality.sk, který byl úkladně zavražděn v únoru 2018. Kočner mu několik měsíců před smrtí vyhrožoval „vyhrabáváním špíny“: „Zaměřím se hlavně na vás, vaši matku, vašeho otce, na vaše sourozence“. Kuciak na něho podal trestní oznámení, ale následné policejní vyšetřování dospělo k závěru, že Kočnerova vyjádření nepředstavují trestný čin. Po vraždě Jána Kuciaka generální prokurátor Jaromír Čižnár nařídil opětovné otevření případu, policie ho ale opět uzavřela se stejným závěrem. Aktuality.sk následně zveřejnily přepis telefonického rozhovoru mezi Kuciakem a Kočnerem.
Dne 8. března 2019 byl Marian Kočner, toho času vazebně stíhaný v kauze směnky TV Markíza, obviněn z objednávky vraždy Jána Kuciaka. Jeho likvidaci si měl objednat kvůli jeho novinářské práci. 21. října 2019 podal prokurátor Úřadu speciální prokuratury na Specializovaný trestní soud v Pezinku na obviněné Mariana Kočnera a další tři osoby (Alenu Zsuzsovou, Tomáše Szabó a Miroslava Marčeka) obžalobu. Za dvojnásobnou úkladnou vraždu jim hrozil trest odnětí svobody na 25 let nebo doživotí.
Počátkem září 2020 soud rozhodl, že i když se čin stal, nepodařilo se prokázat vinu Kočnera a Zsuzsové. Kočnera odsoudili pouze ve věci nedovoleného ozbrojování k peněžitému trestu. Pro takovýto rozsudek hlasovali v soudním senátu soudci Ivan Matel a Rastislav Stieranka, kteří přehlasovali předsedkyni senátu Růženu Sabovou. Pozůstalí obou obětí uvedli, že podají odvolání.